# Exeed RX
Exeed RX — выпускается с 2023 года, кросс-купе и кроссовер бренда Exeed.

## История
Модель впервые показана в июле 2022 года, как концепт-кар Exeed AtlantiX, официально была представлена в конце 2022 года, серийная модель получила на китайском рынке название Exeed Yaoguang, глобальное — Exeed RX.
Серийный выпуск начат в 2023 году, модель стала первой на конвейере нового автозавода Chery Automobile Qingdao в Цинтао.

## Описание
Цены в России: 1 819 000₽ −5 936 000₽
Построена на новой платформе T2X.
Аэродинамический коэффициент 0,326.
Доступные цвета: белый кристалл, небесно-голубой, матовая окраска кузова — лунный серый, бескрайний чёрный, зелёный метеор, галактический серый.
Двигатель — бензиновый турбомотор 2.0 TGDI мощностью 249 л. с., 5500 об/мин.
Крутящий момент — 385 Нм, 1750-4000 об/мин.
Выбросы СO2 — 172 г/км в смешанном цикле.
Расход топлива — 7,6 л / 100 км.
Особенности двигателя
- Электронное управление турбокомпрессором.
- Прямой впрыск топлива в цилиндр.
- Алюминиевый блок с чугунными гильзами.
- IHEC второго поколения, интеллектуальная система сгорания топлива.
- Система распределения фаз газораспределения DVVT.
- Двухступенчатый масляный насос переменной производительности.
- Система управления скоростью прогрева.

Коробка передач — 7-ступенчатый «робот» с двумя сцеплениями от немецкой компании Getrag.
Максимальный крутящий момент — 400 Нм.
КПД — 98 %.
Переключения за 0,2 с без прерывания подачи мощности на колеса.
Привод — полный.
Универсальная система полного привода с интеллектуальным управлением от ZF.
- Быстрый отклик: система полного привода реагирует за 100 мс.
- Высокая точность: обеспечивает перераспределение до 50 % момента между осями.
- Не требует обслуживания.

Режимы движения: эко/стандарт/спорт/снег/грязь/песок/бездорожье.
Дисплей в реальном времени на большом экране показывает распределение момента между осями при включении полного привода.
Багажное отделение 660 литров или 1783 со сложенными сиденьями.
Уровень шума
- При 120 км/ч — 61,9 дБ.
- При 60 км/ч — 56,8 дБ.
- На холостом ходу — 39,9 дБ.

## Технологии
Интеллектуальные фары ADB
Автоматически регулируют параметры дальнего света для обеспечения оптимального освещения дороги без ослепления других участников движения.
- Режим активируется автоматически при скорости >40 км/ч.
- При скорости <30 км/ч автоматически выключается и переходит в состояние готовности к активации.

Функция AFS
Освещение поворотов реализовано с помощью противотуманных LED-фар, которые автоматически включаются, когда автомобиль поворачивает на низкой скорости в темное время суток.
Сдвоенный дисплей 24,6"
- Изогнутая форма.
- Легкая конструкция толщиной всего 15 мм.
- Устойчив к царапинам.
- З режима отображения: день, ночь, авто.

Сиденья
- Сиденье водителя с электрической регулировкой в 6 направлениях, память настроек, электрорегулировка подколенной опоры и поясничного упора.
- Отделка высококачественной кожей.
- Обогрев и вентиляция всех сидений в салоне.
- Голосовое напоминание об оставленном в салоне телефоне при выходе из машины (только для смартфонов с QI).
- Интеллектуальная система полного привода.
- Полная зарядка телефона за 30 минут.
- Переключение на оптимизированный режим, когда остается зарядить 20 % емкости аккумулятора смартфона.

Проекционный дисплей
- Проецирует информацию на лобовое стекло в поле зрения водителя.
- Можно регулировать кнопками на рулевом колесе (при активации соответствующей функции через меню мультимедиа).
- Водителю не нужно отвлекаться от дороги — вся информация перед его глазами.

Аудиосистема SONY
- 14 динамиков с разделением функций.
- Сабвуфер.
- 2 динамика в подголовнике сиденья водителя для более качественного звучания.
- Эксклюзивная настройка командой аудиоинженеров.
- Уникальное звучание и полное погружение в атмосферу музыки.

Ключ-карта
Разблокировка автомобиля при поднесении карты к левому зеркалу заднего вида.
Для запуска автомобиля необходимо некоторое время удерживать тормоз, затем поместить карту в зону действия беспроводной зарядки.
Новая подвеска CDC — Continuous Damping Control — имеет регулируемую жесткость амортизаторов для непревзойденного уровня комфорта.
EXEED ВХ — первая модель концерна, где применяется более совершенный тип подвески — СDС.
Преимущества для клиента
- Благодаря независимому управлению усилием демпфирования на всех 4 колесах, улучшается сглаживание неровностей дороги и повышается комфорт движения.
- При разгоне, торможении и прохождении поворотов автомобиль сохраняет стабильность и управляемость.
- При прохождении поворотов или смене покрытия сохраняется управляемость и снижаются вибрации, передаваемые на кузов.
- Снижаются микровибрации, передаваемые от поверхности дороги, при движении по грубому асфальту или при проезде стыков покрытия.

При использовании амортизаторов СDС
- Угловая скорость крена уменьшается на 26,5 % по сравнению с амортизаторами традиционной конструкции.
- Коэффициент демпфирования ускорений неподрессоренных масс на неровных дорогах увеличился на 33 %.
- Интенсивность клевка при торможении уменьшается на 16 %.

Адаптивный амортизатор СDС состоит из таких элементов:
- масляного резервуара;
- промежуточного и основного цилиндров;
- возвратного клапана;
- донного клапана и электромагнитного клапана, обеспечивающего непрерывную настройку системы клапанов и корректировку характеристик демпа в соответствии с текущими условиями.

ИНТЕЛЛЕКТУАЛЬНЫЕ АССИСТЕНТЫ ADAS
RX оснащен комплексом интеллектуальных ассистентов помощи водителю. Среди них:
- адаптивный круиз-контроль (ACC);
- система предупреждения о фронтальном столкновении (FCW);
- система предотвращения фронтальных столкновений (AEB);
- система помощи в пробках (TJA + ICA);
- предупреждение о покидании полосы (LDW);
- система удержания в полосе (LKA);
- система аварийного удержания в полосе (ELK);
- система мониторинга слепых зон (BSD);
- ассистент смены полосы движения (LCA);
- интеллектуальная система уклонения от столкновения;
- предупреждение о заднем перекрестном столкновении (RCTA);
- предупреждение о наезде сзади (RCW);
- система контроля движения задним ходом (RCTB).

БЕЗОПАСНОСТЬ
Концепция обеспечения защиты FAST — For all Safety Technology
- Оптимизированная конструкция салона, крыши и бампера, обеспечивающая 5* защиты в краш-тестах.
- Снижение опасности травмирования головы и ног пешеходов.
- Оптимизированная защита от столкновений на малой скорости.
- Оптимизированная жесткость кузова на кручение, прочность конструкции.

Спецификации для российского рынка
- 20-дюймовые алюминиевые литые диски.
- Красные тормозные суппорты.
- Окраска металлик (на выбор).
- Рейлинги на крыше.
- Светодиодные фары основного света c регулировкой светового потока по высоте и задние фонари.
- Динамическая световая анимация «Музыкальный ритм».
- Ручки дверей с электроприводом.
- Дополнительная кнопка для открывания двери изнутри.
- Боковые зеркала с электрической регулировкой, обогревом, повторителями поворотов.
- Наружная подсветка под зеркалами.
- Панорамная крыша с люком.
- Антиблокировочная тормозная система (ABS + EBD + CBC).
- Система стабилизации курсовой устойчивости (ESC).
- Система помощи при экстренном торможении (HBA).
- Система помощи при спуске с горы (HDC).
- Антипробуксовочная система с электронной блокировкой дифференциала (TCS).
- Система приоритета тормозов (BOS).
- Система уменьшения крена (RSC).
- Адаптивный круиз-контроль (АСС).
- Система предотвращения столкновений (FCW + AEB).
- Система помощи в пробках (TJA + ICA).
- Предупреждение о покидании полосы (LDW).
- Система удержания в полосе (LKA).
- Система аварийного удержания в полосе (ELK).
- Система мониторинга слепых зон (BSD).
- Ассистент смены полосы движения (LCA).
- Интеллектуальная система уклонения от столкновения.
- Предупреждение о заднем перекрестном столкновении (RCTA).
- Предупреждение о наезде сзади (RCW).
- Система контроля движения задним ходом (RCTB).
- Ассистент открывания дверей (DOW).
- Система мониторинга давления и температуры в шинах (TMPS).
- Система автопереключения ближний/дальний свет (IHC/HMA).
- Фары с функцией дополнительного освещения поворотов (AFS).
- Ограничитель заданной скорости.
- Проекционный дисплей подушек безопасности.
- Полноразмерное запасное колесо.
- Выбор режима движения из 7: эко/стандарт/спорт/снег/грязь/песок/бездорожье.
- Полный зимний пакет (обогрев всех сидений, лобового стекла, зеркал, форсунок стеклоомывателя).
- Бесключевой доступ в автомобиль (ключ в кармане).
- Дистанционный запуск двигателя от ключа.
- Обивка сидений кожей.
- Электрорегулировки для сиденья водителя с памятью положений.
- Комфортные регулируемые подголовники, у сиденья водителя — встроенные динамики.
- Вентиляция всех сидений.
- Сиденье повышенной комфортности для пассажира спереди справа с оттоманкой и 5 режимами массажа.
- Климат-контроль, интеллектуальная система очистки воздуха, ионизатор и ароматизация (3 аромата на выбор).
- Двойные солнцезащитные козырьки.
- Затемненные окна для 2-го ряда сидений.
- Доступ к навигации, видеофайлам, Интернету через смартфон на экране автомобиля.
- 2 разъема Туре С + розетка 12 В спереди.
- Навигация (офлайн).
- Голосовое управление.
- Регистратор.
- Аудиосистема премиум-класса (14 динамиков, включая сабвуфер и динамик в подголовнике водителя).

## Комплектация
| RX PLATINUM                                 | 2.0 TGDI 249 л. с. |
|                                             | От 5 450 000 ₽ |
| Базовые параметры                           | |
| Длина х ширина x высота, мм                 | 4775 х 1920 х 1671 |
| Колесная база, мм                           | 2800 |
| Колея колес (передних/задних), мм           | 1641/1642 |
| Снаряженная масса, кг                       | 1865 |
| Полная масса, кг                            | 2237 |
| Объем топливного бака, л                    | 65 |
| Объем бачка омывателя, л                    | 4,6 |
| Дорожный просвет, мм                        | 187 |
| Количество мест                             | 5 мест |
| Основные                                    | |
| Кузов                                       | Несущий кузов |
| Привод                                      | Полный |
| Тип подвески (передняя/задняя)              | Передняя: независимая, типа McPherson. Задняя: независимая, многорычажная                                                  |
| Тормозная система                           | |
| Тормозные механизмы колес (передних/задних) | Дисковые вентилируемые / дисковые невентилируемые                                                                          |
| Тип стояночного тормоза                     | Электрический |
| Усилитель руля                              | |
| Тип усилителя руля                          | Электрический |
| Силовой агрегат                             | |
| Тип                                         | Рядный четырёхцилиндровый, с непосредственным впрыском топлива в цилиндры, с турбонагнетателем и промежуточным охлаждением |
| Объем двигателя, см³.                       | 1998 |
| Максимальная мощность кВт / об. мин (л. с.) | 183/5500 (249 л. с.) |
| Максимальный крутящий момент, Нм/об. мин    | 385/1750-4000 |
| Макс. скорость, км/ч                        | 200 |
| Разгон до 100 км/ч, с                       | 7,6 |
| Топливо                                     | |
| Расход топлива (город), л / 100 км          | 10,5 |
| Расход топлива (трасса), л / 100 км         | 5,9 |
| Расход топлива (смешанный), л / 100 км      | 7,6 |
| Выбросы CO2 (смешанный), г/км               | 172 |
| Тип топлива                                 | 95 |
| Экологический класс                         | Euro VIB |
| Трансмиссия                                 | |
| Тип трансмиссии                             | Роботизированная коробка передач 7DCT                                                                                      |

## На внешних рынках
Старт продаж начался в июле 2023 года, закрытая презентация модели состоялась в марте 2023 года.
Модель на российском рынке представлена в рамках одной комплектации RX PLATINUM — полноприводной версии с двигателем, дефорсированным до мощности 249 л. с.